# 適切業品
適切業品（パッタカンマ品, Pattakammavaggo）とは、パーリ仏典増支部四集の第7品。パッタカンマ経（適業経, Pattakammasuttaṃ）、アナナ経（無負債経,Ānaṇyasuttaṃ）などが含まれる。
釈迦がアナータピンディカ居士に、在家信者はどのような生活を送ればよいかについて説く。世間における楽を提示し、それを獲得する4つの方法と、その障害になる五蓋を挙げている。それを獲得できたならば、その後にすべきことも指南している。
またインド哲学におけるカーマに触れ、無罪の楽が最高であるとしている。

## パッタカンマ経

### 世間で得難い四つの行い
世間において誰もが期待するのだが、しかし得難い4つの行いについて述べている。

Cattārome, gahapati, dhammā iṭṭhā kantā manāpā dullabhā lokasmiṃ. 	
居士よ、これら四つの法（ダルマ）は、世間において欲せられ、愛され、意にかなうが得難いものである。

- 正当な方法（如法）で得た財産を所有できる楽（Sukha）[1]
- 前者を満たしてうえで、親族や恩師とともに名誉を得る楽[1]
- 前者を満たしたうえで、健康で長生きできる楽[1]
- 前者を満たしたうえで、死後に天界に生まれる楽[1]

### 期待をかなえる四つの方法
これら得難い四つの行いについて、いかに獲得するかを釈迦は説く。

Imesaṃ kho gahapati catunnaṃ dhammānaṃ iṭṭhānaṃ kantānaṃ manāpānaṃ dullabhānaṃ lokasmiṃ cattāro dhammā paṭilābhāya saṃvattanti. Katame cattāro?
Saddhāsampadā sīlasampadā cāgasampadā paññāsampadā.
居士よ、四つの法が存在し、これは世間において欲せられ、愛され、意にかなうが得難い四つの法について、その獲得に導くものである。
その四法とは何か？　信の具足、戒の具足、施の具足、慧の具足である。

- 信の具足 (saddhāsampadā) - 如来の覚りを信じること。[2]
- 戒の具足 (sīlasampadā) - 五戒を守ること。[2]
- 施の具足 (cāgasampadā) - 布施に応じること。[2]
- 慧の具足 (paññāsampadā) - 五蓋に打ち負かされないようにすること。[2]

#### 慧の具足
慧の具足については、釈迦は「心の障害」として貪欲、瞋恚、惛沈、掉挙、疑の5つを挙げ（五蓋）、これらの汚れが心に入らないよう努めることであると説いている。

Katamā ca gahapati paññāsampadā: 

abhijjhāvisamalobhābhibhūtena gahapati cetasā viharanto akiccaṃ karoti kiccaṃ aparādheti, akiccaṃ karonto kiccaṃ aparādhento yasā ca sukhā ca dhaṃsati. 

Vyāpādābhibhūtena gahapati cetasā viharanto akiccaṃ karoti kiccaṃ aparādheti akiccaṃ karonto kiccaṃ aparādhento yasā ca sukhā ca dhaṃsati.

Thīnamiddhābhibhūtena gahapati cetasā viharanto akiccaṃ karoti, kiccaṃ aparādheti. Akiccaṃ karonto kiccaṃ aparādhento yasā ca sukhā ca dhaṃsati.

Uddhaccakukkuccābhibhūtena gahapati cetasā viharanto akiccaṃ karoti, kiccaṃ aparādheti. Akiccaṃ karonto kiccaṃ aparādhento yasā ca sukhā ca dhaṃsati. 

Vicikicchābhibhūtena gahapati cetasā viharanto akiccaṃ karoti, kiccaṃ aparādheti. Akiccaṃ karonto kiccaṃ aparādhento yasā ca sukhā ca dhaṃsati.

居士よ、慧の具足とは何か？

居士よ、貪欲（Abhijjhā）に打ち負かされた心をもって生活する者は、行ってはならなことを行い、行うべきことを行わないので、彼の名誉と幸福は破滅する。

瞋恚（Byāpādābhibhūt）に打ち負かされた心をもって生活する者は、行ってはならなことを行い、行うべきことを行わないので、彼の名誉と幸福は破滅する。

惛眠（Thinamiddhābhibhūtena）に打ち負かされた心をもって生活する者は、行ってはならなことを行い、行うべきことを行わないので、彼の名誉と幸福は破滅する。

掉悔（Uddhaccakukkuccābhibhūtena）に打ち負かされた心をもって生活する者は、行ってはならなことを行い、行うべきことを行わないので、彼の名誉と幸福は破滅する

疑（Vicikicchābhibhūtena）に打ち負かされた心をもって生活する者は、行ってはならなことを行い、行うべきことを行わないので、彼の名誉と幸福は破滅する。
Ayaṃ vuccati gahapati ariyasāvako mahāpañño puthupañño āpāthadaso paññāsampanno. Ayaṃ vuccati gahapati paññāsampadā.
（これら5つの障害を心から遮断できた者は）居士よ、その聖弟子を大慧者、多慧者、智慧の具足者とよぶ。

居士よ、これが、慧の具足である。

### 恵まれた人の四つの行い
これらの努力を経て、正当な方法で財産を得た在家者について、その後の生活について指南している。
- 受用の楽 - 正当な方法で財産を得た在家者について、その使い道を述べる[4]
  - 自分自身の面倒を見て楽しむ
  - 両親に楽をさせて養う
  - 妻子、使用人に楽をさせて養う
  - 親友たち、仲間に楽をさせる
- 財産の確保の楽[4]
  - 財産がなくならないように、適切な対策を取るべきとしている
- 5つの義務を果たせる楽 - 社会の中における自分の義務を果たせる喜び[4]
  - 親族に対する義務
  - 来客、旅人に対する義務。旅の修行者をもてなすなど。
  - 先祖供養の義務
  - 王（施政者）に対する義務
  - 神々に対する供養の義務。土地の神々に対する供養など
- 布施ができる楽 [4]

## アナナ経
Cattārimāni gahapati sukhāni adhigamanīyāni gihinā kāmabhoginā kālena kālaṃ samayena samayaṃ upādāya. Katamāni cattāri?

Atthisukhaṃ bhogasukhaṃ anaṇasukhaṃ 2 anavajjasukhaṃ.

(中略)

Anavajjasukhassetaṃ kalaṃ nāgghati soḷasintī.
居士（アナータピンディカ）よ、在家者が機会あれば獲得したいと欲する（カーマ）、四つの楽（Suhka）がある。

その四つは何か。所有する楽、受用の楽、無負債の楽、無罪の楽である。

(中略)

（前者３つの楽は）、無罪の楽の16分の1の価値もない。

- 正義の手段によって富を獲得する楽 (atthi-sukha)
- 富を家族、友人、功徳的行為に自由に使う楽 (bhoga-sukha)
- 債務から解放され、借りがない自由の楽 (anaṇa-sukha)
- 憎しみから解放され、思考、言葉、行為で誤りを犯すことなく、完璧で純粋な人生を送る楽 (anavajja-sukha)